# 古愛爾蘭語
古愛爾蘭語是最古老的愛爾蘭語，為一種或多或少可從其相關資料重建的一種古老語言。它的時間約為6世紀到10世紀，並在之後派生為中古愛爾蘭語。
古愛爾蘭語首次被發現在一些6世紀的拉丁文宗教手稿的頁邊空白處。除此之外，有很多早期的愛爾蘭文學經典如11世紀的《牛皮書》（Lebor na hUidre）和12世紀的《倫斯特集》（Book of Leinster） ，雖然都是在中古愛爾蘭語的時代記錄的，但他們在特性上，實際上都是古愛爾蘭語。
值得注意的是，雖然古愛爾蘭語是現代愛爾蘭語、蘇格蘭蓋爾語、和曼島語的原型，但它和後三者分屬不同且獨特的語言。概括地說，古愛爾蘭語比它的後裔擁有更多的屈折變化，在語音及文法結構上也有很大的不同。
在研究方面，現今我們所認識的古愛爾蘭語，大部分都是來自於少數學者的研究結果，如 Rudolf Thurneysen 博士（1857-1940）和 Osborn Bergin。直到今日，這些學者的著作仍被視為古愛爾蘭語愛好者的必讀資料。
另外我們還從發現於愛爾蘭島和西不列顛島的歐甘銘文上主要為人名的殘篇斷簡發現一種更古老形式的愛爾蘭語，約使用於4世紀，稱為原始愛爾蘭語。

## 語音

### 子音
古愛爾蘭語的子音記載如下表所示。其中 /N/, /Nʲ/, /L/, /Lʲ/, /R/, /Rʲ/ 代表強響音。他們精確的發音方式仍為未知，但也許比與之相對的弱響音 /n/, /nʲ/, /l/, /lʲ/, /r/, /rʲ/ 有更長、更緊，且通常更強的發音。
|          |                            | 唇音  | 齒音  | 齒齦音 | 軟顎音 | 喉音 |
| -------- | -------------------------- | ----- | ----- | ------ | ------ | ---- |
| 塞音     | 軟齶化（軟子音 "broad"）   | p b   | t d   | t d    | k g    |      |
| 塞音     | 顎音化（硬子音 "slender"） | pʲ bʲ | tʲ dʲ | tʲ dʲ  | kʲ gʲ  |      |
| 鼻音     | 軟齶化（軟子音 "broad"）   | m     | N n   | N n    | ŋ      |      |
| 鼻音     | 顎音化（硬子音 "slender"） | mʲ    | Nʲ nʲ | Nʲ nʲ  | ŋʲ     |      |
| 摩擦音   | 軟齶化（軟子音 "broad"）   | f v   | θ ð   | s      | x ɣ    | h    |
| 摩擦音   | 顎音化（硬子音 "slender"） | fʲ vʲ | θʲ ðʲ | sʲ     | xʲ ɣʲ  | hʲ   |
| 鼻擦音   | 軟齶化（軟子音 "broad"）   | ṽ     |       |        |        |      |
| 鼻擦音   | 顎音化（硬子音 "slender"） | ṽʲ    |       |        |        |      |
| 無擦通音 | 軟齶化（軟子音 "broad"）   |       | R r   | R r    |        |      |
| 無擦通音 | 顎音化（硬子音 "slender"） |       | Rʲ rʲ | Rʲ rʲ  |        |      |
| 邊通音   | 軟齶化（軟子音 "broad"）   |       | L l   | L l    |        |      |
| 邊通音   | 顎音化（硬子音 "slender"） |       | Lʲ lʲ | Lʲ lʲ  |        |      |

古愛爾蘭語在語音方面的部分細節尚未知：/sʲ/ 有可能是發 [ɕ] 或是像現代愛爾蘭語一樣的 [ʃ]；/hʲ/ 有可能是發 /h/ 和/或 /xʲ/；/Nʲ/ 和 /Lʲ/ 可能分別發 [ɲ] 和 [ʎ]；而 /R(ʲ)/ 和 /r(ʲ)/ 的區別可能是前者為 顫音，而後者是閃音。

### 母音
古愛爾蘭語的單母音記載如下表所示：
|          | 短 | 短 | 長 | 長 |
| -------- | -- | -- | -- | -- |
| 窄（高） | i  | u  | iː | uː |
| 中       | e  | o  | eː | oː |
| 寬（低） | a  | a  | aː | aː |

位於非重音節的短母音的情況較複雜。所有短母音都可能緊跟著軟或硬子音在非重音的開音節（亦即以母音結尾的音節）出現。前母音 /e/ 和 /i/ 在軟子音後常拼成 ae 和 ai，也許代表該母音的舌位後縮化，可能變成 [ɘ] 和 [ɨ] 這樣的發音。所有可能的發音均列於下表：
| marba /ˈmarva/ '殺'（第一人稱單數假設語氣）  | léicea /ˈLʲeːgʲa/ '離開' (第一人稱單數假設語氣)  |
| marbae /ˈmarve/ '殺'（第二人稱單數假設語氣） | léice /ˈLʲeːgʲe/ '離開'（第二人稱單數假設語氣）  |
| marbai /ˈmarvi/ '殺'（第二人稱單數直述語氣） | léici /ˈLʲeːgʲi/ '離開'（第二人稱單數直述語氣）  |
| súlo /ˈsuːlo/ '眼睛'（屬格）                 | doirseo /ˈdoRʲsʲo/ '門'（屬格）                  |
| marbu /ˈmarvu/ '殺'（第一人稱單數直述語氣）  | léiciu /ˈLʲe:gʲu/ '離開'（第一人稱單數直述語氣） |

對於位於「閉」音節（亦即以子音結尾的音節）的短母音，我們就幾乎可以根據周圍的子音硬軟與否，來判斷該母音正確的發音為何：兩個軟子音中間的母音發 /a/，如同 dígal /ˈdʲiːɣal/「復仇」（主格）裡的 a；一個軟子音和一個硬子音中間的母音發 /e/，如同 dliged /ˈdʲlʲiɣʲeð/「法律」（主格/直接受格）裡的 e；在窄子音之前的母音發 /i/，如 dígail /ˈdʲiːɣilʲ/「復仇」（直接受格/與格）裡的 ai 和 dligid /ˈdʲlʲiɣʲiðʲ/「法律」（屬格）裡的第二個 i。但這樣的規則也有些例外。主要的例外是 /u/ 常會出現在其次個音節原來有原始凱爾特語的 *ū，例如
dligud /ˈdʲlʲiɣuð/「法律」（與格）（< 原始凱爾特語 *dligedū）。另外 /o/ 或 /u/ 也常會出現在軟唇音之後，如 lebor /ˈLʲevor/「書」、domun /ˈdoṽun/「世界」。
古愛爾蘭語的雙母音記載如下表所示：
| 長（雙音拍） | 長（雙音拍） | 長（雙音拍） | 長（雙音拍） | 長（雙音拍） | 短（單音拍） | 短（單音拍） |
| ------------ | ------------ | ------------ | ------------ | ------------ | ------------ | ------------ |
| ai           | ia           | ui           |              | au           | ĭu           | ău           |
| oi           | ua           | iu           | eu           | ou           | ĕu           |              |

## 拼字
就像所有的中古世紀語言一樣，古愛爾蘭語的拼字並不固定，因此以下的討論只是一個總和的整理；每份手稿上的拼字法都可能與這份整理有些差別。
古愛爾蘭語的字母為18個拉丁字母：
a, b, c, d, e, f, g, h, i, l, m, n, o, p, r, s, t, u
除此之外，古愛爾蘭語也使用銳音符和上附點於某些字母以作為發音區隔：
- 銳音符標示長母音：á、é、í、ó、ú
- 上附點標明 f 和 s 的軟化：ḟ 不發音，而  ṡ 必須發 /h/
- 上附點有時也加註在 m 和 n 之上，這樣的上附點並不影響原來的發音，但卻標明這些鼻音乃是經由鼻音變音後的結果：ṁ、ṅ。

古愛爾蘭語也使用一些二合字母：
字母 i 會被置在母音後面，以標示其下個子音是個硬子音：ai、ei、oi、ui、ái、éi、ói、úi
字母 h 放置在 c、t、p 之後，代表一些摩擦音：ch、th、ph
雙母音也以二重字母標示：áe/aí、ía、uí、áu'、óe/oí、úa、éu、óu、iu、au、eu
當在字首的位置，且沒有發生字首子音變音的情況下，這些子音的發音會依照下列的發音規則：在後母音（a、o、u）之前為軟子音，而在硬母音（e、i）之前為硬子音：
- b: /b/, /bʲ/
- c: /k/, /kʲ/
- d: /d/, /dʲ/
- f: /f/, /fʲ/
- g: /g/, /gʲ/
- h: 見下方的討論
- l: /L/, /Lʲ/
- m: /m/, /mʲ/
- n: /N/, /Nʲ/
- p: /p/, /pʲ/
- r: /R/, /Rʲ/
- s: /s/, /ʃ/
- t: /t/, /tʲ/

雖然古愛爾蘭語有音位 /h/ 也有字母 h，但此兩者並無一致的關係。以母音為首的字有時會跟著一個不發音的 h，尤其當它們是短母音（例如前置詞 i「在...」有時會被寫做 hi）或它們需要被強調的時候（例如「愛爾蘭」的古愛爾蘭語 Ériu 有時會被寫做 Hériu）。另一方面，反而字首有 /h/ 音位的字常常看不到字母 h，無 a ór /a hoːr/「她的黃金」。有時 /h/ 音位和字母 /h/ 會一起出現，如 ní hed /Nʲiː heð/「它不是」，但這也僅是巧合。
在母音或 l、n、r 之後的字母 c、p、t 可能發有聲或無聲塞音，並可能以單字母或重複字母表示，如：
- mac 或 macc /mak/ "兒子"
- bec 或 becc /bʲeg/ "小的"
- op 或 opp /ob/ "拒絕"
- brat 或 bratt /brat/ "披風"
- brot 或 brott /brod/ "驅使"
- derc /dʲerk/ "洞"
- derc /dʲerg/ "紅"
- daltae /daLte/ "養子，養女"
- celtae /kʲeLde/ "那個躲藏的"
- anta /aNta/ "屬於剩下的"
- antae /aNde/ "那個剩下的"

母音之後的 b、d、g 代表磨擦音 /v、ð、ɣ/ 或是硬子音的 /v、ð、ɣ/，如：
- dub /duv/ "黑"
- mod /moð/ "工作"
- mug /muɣ/ "奴隸"
- claideb /klaðʲev/ "劍"
- claidib /klaðʲivʲ/ "劍"（複數）

b 在 m 之後是個塞音，但在 d、l、和 r 之後則變成磨擦音：
- imb /imʲbʲ/ "奶油"
- odb /oðv/ "（樹幹的）節疤"
- delb /dʲelv/ "肖像"
- marb /marv/ 死的

d 在 n 和 r 之後是塞音：
- bind /bʲiNʲdʲ/ "悅耳動聽的"
- cerd /kʲeRd/ "技藝"

在 n、l、和 r 之後的 g 常常是塞音，但在某些字中也有可能代表磨擦音，如：
- long /loŋg/ "船"
- delg 或 delc /dʲelg/ "棘"
- argat 或 arggat /argad/ "銀"
- ingen /inʲɣʲen/ "女兒"
- bairgen /barʲɣʲen/ "一條麵包"

m 在母音後面常常是磨擦音，但有時也會代表一個（鼻）塞音；在為（鼻）塞音的情況下，m 常常會重複為 mm，如：
- dám /daːṽ/ "伴侶"
- lom 或 lomm /lom/ "禿的"

二重字母 ch、ph、th 發 /x/、/f/、/θ/。它們不會在字首出現，除非字首被觸發軟化變音，如：
- ech /ex/ "馬"
- oíph /oif/ "美麗"
- áth /aːθ/ "淺灘"

代表緊響音時，字母 l、n、和 r 會被重複；反之當他們單獨出現時，則為鬆響音（但緊響音在字首也常常單獨出現）：
- corr /koR/ "鶴"
- cor /kor/ "放置"
- coll /koL/ "榛木"
- col /kol/ "罪孽"
- sonn /soN/ "棍子"
- son /son/ "聲音"

## 文法

### 句型
古愛爾蘭語和其他海島凱爾特語一樣，都屬於動主賓語序語言。其動詞有完整的詞形變化，包含大部分印歐語言擁有的典型詞形，亦即現在式、未完成式、過去式、未來式、過去簡單式、直述語氣、假設語氣、條件語氣、祈使語氣、主動及被動語態。古愛爾蘭語唯一缺少的詞形是不定詞（在現代愛爾蘭語裡有部分程度的出現），並且以動名詞取代之。古愛爾蘭語的人稱代詞當作為直接受格時，會被插進與其相關聯的動詞中。名詞有四種格（主格、屬格、直接受格、和與格），並有兩種數 - 單數和複數。第三種數：雙數詞以某種程度來說也存在，但它們多總是跟在數詞 dá「二」之後。古愛爾蘭語的前置詞大致與英語的前置詞放在相同位置，但也有許多前置詞會被放在動詞之中。

### 動詞
動詞被放在一個句子的句首，除了特定構成「動詞複句」（verbal complex）以及極少數副詞的質詞可置在動詞之前以外。除了時態、語態、及上述之語氣以外，古愛爾蘭語還有兩種詞性，分別為獨立型與連接型，以動詞 beirid「攜帶」的現在主動直述語氣為例；連接型的部分由前置的質詞 ní「不」表現。
|              | 獨立型             | 連接型                 |
| ------------ | ------------------ | ---------------------- |
| 第一人稱單數 | biru "我攜帶"      | ní biur "我不攜帶"     |
| 第二人稱單數 | biri "你攜帶"      | ní bir "你不攜帶"      |
| 第三人稱單數 | beirid "他/她攜帶" | ní beir "他/她不攜帶"  |
| 第一人稱複數 | bermai "我們攜帶"  | ní beram "我們不攜帶"  |
| 第二人稱複數 | beirthe "你們攜帶" | ní beirid "你們不攜帶" |
| 第三人稱複數 | berait "他們攜帶"  | ní berat "他們不攜帶"  |

另外在動詞有後綴一些強調助詞（emphatic particles）的情形下，古愛爾蘭語的一個單一動詞也可以形成一個完整的句子。

## 外部連結
- An Etymological Dictionary of the Gaelic Language（页面存档备份，存于） MacBain, Alexander Gairm Publications, 1982
- Old Irish dictionary（页面存档备份，存于）
- Old Irish Online from the University of Texas at Austin.
- eDIL（页面存档备份，存于） (digital edition of the Dictionary of the Irish Language)

Template:Irish linguistics
Template:Scottish Gaelic linguistics
Template:Manx linguistics